# قربان علي المحقق الكابلي
قربان علي المحقق الكابلي (29 مايو 1928 في محافظة بروان- 11 يونيو 2019 في قم) هو أحد مراجع الشيعة الإثني عشرية في أفغانستان. وهو من الهزارة.

## السيرة الذاتية

### الولادة
ولد قربان علي المحقق الكابلي في االعاشر من ذي الحجّة عام 1346 هـ الموافق 8 يونيو عام 1928 م في قرية تُركمَن التابعة لولاية بروان، إحدی المحافظات الأفغانية التي تقع شمال العاصمة كابل.

### التعليم
بدأ وهو في السابعة من عمره بتعلّم القرآن والكتب الدراسية الابتدائية عند إخيه الأكبر نور أحمد. ثم التحق بالمدارس الدينية المحلية فدرس هناك علوم العقائد الإسلامية والأحكام الشرعية والأدب العربي من الصرف والنحو والمعاني والبيان وكذا المنطق والفقه والأصول. ثم سافر إلى العاصمة كابل لإكمال دراسته الحوزوية، ومن بعدها هاجر إلى النجف عام 1954 م لإكمال دراسته الحوزوية العليا، فحضر دروس اساتذتها المشهورين منهم: السيد عبد الأعلى السبزواري والشيخ كاظم التبريزي، والسيد عبد الحسين الرشتي.
ثم حضر دروس البحث الخارج عند كبار أساتذة الحوزة، ابتداءً عند أبو القاسم الخوئي في علم الأصول، وعند محمد باقر الزنجاني في علم الفقه، وكذلك حضر درس الخارج للفقه لمحسن الحكيم، وعند حسين الحمامي، ودرس خارج الأصول لحسين الحلي.

## الأنشطة
عاد الشيخ المحقق الكابلي إلى أفغانستان في أواخر عام 1973 م واستقر في كابول حتى بداية عام 1979. وفي هذه الفترة ترأس حوزة كابل، وقام بتدريس العلوم الدينية ونشر التعاليم الدينية وإنشاء العديد من المراكز الإسلامية، بما في ذلك حوزة جامعة الإسلام العلمية في العاصمة كابل. كما قام ببناء مسجد الإمام الخميني في أفغانستان، والذي تم الانتهاء منه بعد سنوات قليلة.
عند وصول الحزب الديمقراطي الشعبي الأفغاني المدعوم من الاتحاد السوفيتي، إلى سدة الحكم، أخبر المحقق الكابلي بأن السلطة الحاكمة تنوي اعتقاله فهاجر الی باكستان عام 1976 م. ثم هاجر الی إيران واستقر في مدينة قم. وفي فترة إقامته الأربعة عشر سنة في إيران مارس التدريس في الحوزات وبذل جهوداً حثيثة في سبيل توحيد الأحزاب الأفغانية في السياسة والجهاد. وبعد سقوط الحكومة الشيوعية في أفغانستان عاد إلى كابل.
فاصبح امين مجلس الرقابة الأعلى لحزب الوحدة الإسلامية. وكان يقيم صلاة الجمعة في كابل. ثم عاد إلى إيران عام 1993، ونشر رسالته العملية ودخل في ساحة المرجعية بشكل رسمي.

## المؤلفات
- المباحث الفقهية (5 مجلّدات)
- وظيفة القضاة
- منهاج الصلحاء (رسالته العملية)
- تحرير العروة الوثقى (تقرير درس السيّد الخوئي في الفقه).

ومن مؤلّفاته باللغة الفارسية:
- الاستفتاءات الجديدة
- توضيح المسائل
- مناسك الحج
- النصائح الأخلاقية.[6]

## وفاته
توفي المحقق الكابولي في السادس من شوّال 1440ه الموافق 12 يونيو 2019 في مدينة قم عن عمر يناهز 91 سنة.
شيع جثمانه من مسجد الإمام الحسن العسكري إلى مرقد السيدة فاطمة المعصومة بنت الإمام موسى الكاظم، وقد تمّ دفنه في جوار المرقد.

### ردود الفعل
- أصدر المرشد الأعلى للجمهورية الإسلامية الإيرانية، علي خامنئي بياناً عزّى فيه برحيل المحقق الكابلي.[8]
- كما بعث الرئيس الأفغاني أشرف غني أحمدزي برقية تعزية في وفاته. وقد كتب في رسالته أن «آية الله المحقق الكابلي كان في مسند المرجعية لأكثر من عشرين عامًا ولعب دورًا مهمًا في الحيوية العلمية للحوزات وتربية طلاب العلوم الدينية، وكانت وفاته خسارة كبيرة لرجال الدين في البلاد». وبعد اسبوع من وفاته أقام مراسم قراءة الفاتحة علی روحه في مسجد القصر الرئاسي بأفغانستان.[9]
- أعرب رئيس الجمهورية الإيراني حسن روحاني عن خالص تعازيه ومواساته للحوزات العلمية وتلامذة المحقق الكابلي وأسرته والشعب الأفغاني بوفاته.[10]
- أعلن مجلس العلماء الشيعة في أفغانستان الحداد العام في كافة الحوزات العلمية في أفغانستان لمدة ثلاثة أيام على رحيله.[11]